# شواكاوات
شواكاوات (الاسم العلمي: Acanthocinini)، قبيلة حشرات من غمديات الأجنحة وفصيلة القرنبيات. وقد وصفها بلانشارد في عام 1845.